# Kristotomus nathani
Kristotomus nathani är en stekelart som beskrevs av Mason 1962. Kristotomus nathani ingår i släktet Kristotomus och familjen brokparasitsteklar. Inga underarter finns listade i Catalogue of Life.